# Basketball-Europameisterschaft 1989
Die 26. Basketball-Europameisterschaft der Herren (offiziell: Eurobasket 1989) fand vom 20. bis 25. Juni 1989 in Zagreb, im heutigen Kroatien statt. Sämtliche Partien wurden in der Mehrzweckhalle Dom športova ausgetragen. An der Endrunde nahmen im Gegensatz zu den letzten Turnieren nur 8 Mannschaften teil. Europameister wurde Gastgeber Jugoslawien vor dem Titelverteidiger aus Griechenland. Die Bronzemedaille sicherte sich in seiner letzten EM-Teilnahme der Rekordsieger aus der UdSSR.

## Vorrunde
Die Vorrunde wurde in zwei Gruppen mit je vier Mannschaften ausgetragen. Der Sieger eines Spiels erhielt zwei Punkte, der Verlierer einen Punkt. Stand ein Spiel am Ende der regulären Spielzeit unentschieden, so gab es Verlängerung. Bei Punktgleichheit entschied der direkte Vergleich gegeneinander.
Die ersten zwei Mannschaften jeder Gruppe qualifizierten sich für das Halbfinale und hatten EM-Platz 4 bereits sicher, die restlichen Mannschaften spielten in der Finalrunde um EM-Platz 5.

### Gruppe A
| Spiel | Team 1      | Team 2      | Ergebnis | 1. H. | 2. H. | Verl. |
| ----- | ----------- | ----------- | -------- | ----- | ----- | ----- |
| A 1   | Niederlande | Spanien     | 076:78   | 49:29 | 27:49 | –     |
| A 2   | Italien     | UdSSR       | 084:87   | 34:54 | 50:33 | –     |
| A 3   | UdSSR       | Niederlande | 109:56   | 46:32 | 63:24 | –     |
| A 4   | Spanien     | Italien     | 076:97   | 39:41 | 37:56 | –     |
| A 5   | Niederlande | Italien     | 066:89   | 23:36 | 43:53 | –     |
| A 6   | UdSSR       | Spanien     | 108:96   | 47:55 | 61:41 | –     |

| Platz | Team        | Spiele | Siege | Niederl. | Punkte | Körbe   | Diff | qualifiziert für       |
| ----- | ----------- | ------ | ----- | -------- | ------ | ------- | ---- | ---------------------- |
| 1     | UdSSR       | 3      | 3     | 0        | 6      | 304:236 | +68  | Halbfinale             |
| 2     | Italien     | 3      | 2     | 1        | 5      | 270:229 | +41  | Halbfinale             |
| 3     | Spanien     | 3      | 1     | 2        | 4      | 250:281 | −31  | Finalrunde Platz 5 - 8 |
| 4     | Niederlande | 3      | 0     | 3        | 3      | 198:276 | −78  | Finalrunde Platz 5 - 8 |

### Gruppe B
| Spiel | Team 1       | Team 2       | Ergebnis | 1. H. | 2. H. | Verl. |
| ----- | ------------ | ------------ | -------- | ----- | ----- | ----- |
| B 1   | Frankreich   | Bulgarien    | 109:078  | 59:30 | 50:48 | –     |
| B 2   | Jugoslawien  | Griechenland | 103:068  | 49:35 | 54:33 | –     |
| B 3   | Griechenland | Frankreich   | 080:074  | 42:33 | 38:41 | –     |
| B 4   | Bulgarien    | Jugoslawien  | 078:098  | 42:54 | 36:44 | –     |
| B 5   | Griechenland | Bulgarien    | 103:073  | 58:35 | 45:38 | –     |
| B 6   | Frankreich   | Jugoslawien  | 089:106  | 48:41 | 41:65 | –     |

| Platz | Team         | Spiele | Siege | Niederl. | Punkte | Körbe   | Diff | qualifiziert für       |
| ----- | ------------ | ------ | ----- | -------- | ------ | ------- | ---- | ---------------------- |
| 1     | Jugoslawien  | 3      | 3     | 0        | 6      | 307:235 | +72  | Halbfinale             |
| 2     | Griechenland | 3      | 2     | 1        | 5      | 251:250 | +01  | Halbfinale             |
| 3     | Frankreich   | 3      | 1     | 2        | 4      | 272:264 | +08  | Finalrunde Platz 5 - 8 |
| 4     | Bulgarien    | 3      | 0     | 3        | 3      | 229:310 | −81  | Finalrunde Platz 5 - 8 |

## Finalrunde

### Platz 5 bis 8
Sämtliche Mannschaften, die in ihrer Vorrundengruppe die beiden ersten Plätze für die anschließende Halbfinal-Teilnahme verpasst hatten, spielten um EM-Platz 5. Gespielt wurde im K.-o.-System über Kreuz gegen einen Gegner aus der anderen Gruppe.

|  | Kleines Halbfinale | Kleines Halbfinale |             |    | Spiel um Platz 5 | Spiel um Platz 5 |
|  |                    |                    |             |    |                  |                  |
|  | Frankreich         | 107                |             |    |                  |                  |
|  | Niederlande        | 100                |             |    |                  |                  |
|  | 13                 |                    |             |    |                  |                  |
|  |                    |                    | 18          |    |                  |                  |
|  | Frankreich         | 87                 |             |    |                  |                  |
|  |                    | Spanien            | 95          |    |                  |                  |
|  |                    |                    |             |    |                  |                  |
|  | Spiel um Platz 7   |                    |             |    |                  |                  |
|  | 14                 | 14                 | Niederlande | 86 |                  |                  |
|  | Bulgarien          | 85                 | Bulgarien   | 91 |                  |                  |
|  | Spanien            | 108                |             |    | 17               | 17               |

Kleines Halbfinale
| Spiel | Team 1     | Team 2      | Ergebnis      | 1. H. | 2. H. | Verl. |
| ----- | ---------- | ----------- | ------------- | ----- | ----- | ----- |
| 13    | Frankreich | Niederlande | 107:100 n. V. | 53:41 | 38:50 | 16:9  |
| 14    | Bulgarien  | Spanien     | 085:108       | 47:60 | 38:48 | –     |

Spiel um Platz 7
| Spiel | Team 1      | Team 2    | Ergebnis | 1. H. | 2. H. | Verl. |
| ----- | ----------- | --------- | -------- | ----- | ----- | ----- |
| 17    | Niederlande | Bulgarien | 86:91    | 34:40 | 52:51 | –     |

Spiel um Platz 5
| Spiel | Team 1     | Team 2  | Ergebnis | 1. H. | 2. H. | Verl. |
| ----- | ---------- | ------- | -------- | ----- | ----- | ----- |
| 18    | Frankreich | Spanien | 87:95    | 40:45 | 47:50 | –     |

### Platz 1 bis 4
Die jeweils Erst- und Zweitplatzierten der beiden Vorrundengruppen spielten um den Europameistertitel. Gespielt wurde im K.-o.-System über Kreuz gegen einen Gegner aus der anderen Gruppe.

|  | Halbfinale          | Halbfinale   |         |     | Finale | Finale |
|  |                     |              |         |     |        |        |
|  | Jugoslawien         | 97           |         |     |        |        |
|  | Italien             | 80           |         |     |        |        |
|  | 15                  |              |         |     |        |        |
|  |                     |              | 20      |     |        |        |
|  | Jugoslawien         | 98           |         |     |        |        |
|  |                     | Griechenland | 77      |     |        |        |
|  |                     |              |         |     |        |        |
|  | Spiel um Platz drei |              |         |     |        |        |
|  | 16                  | 16           | Italien | 76  |        |        |
|  | Griechenland        | 81           | UdSSR   | 104 |        |        |
|  | UdSSR               | 80           |         |     | 19     | 19     |

Halbfinale
| Spiel | Team 1       | Team 2  | Ergebnis | 1. H. | 2. H. | Verl. |
| ----- | ------------ | ------- | -------- | ----- | ----- | ----- |
| 15    | Jugoslawien  | Italien | 97:80    | 52:43 | 45:37 | –     |
| 16    | Griechenland | UdSSR   | 81:80    | 45:44 | 36:36 | –     |

Spiel um Platz 3
| Spiel | Team 1  | Team 2 | Ergebnis | 1. H. | 2. H. | Verl. |
| ----- | ------- | ------ | -------- | ----- | ----- | ----- |
| 19    | Italien | UdSSR  | 76:104   | 31:47 | 45:57 | –     |

Finale
| Spiel | Team 1      | Team 2       | Ergebnis | 1. H. | 2. H. | Verl. |
| ----- | ----------- | ------------ | -------- | ----- | ----- | ----- |
| 20    | Jugoslawien | Griechenland | 98:77    | 54:35 | 44:42 | –     |

## Endstand
| Rang | Team         | Siege : Niederl. | Korbverhältnis |
| ---- | ------------ | ---------------- | -------------- |
| 1    | Jugoslawien  | 5 : 0            | 1,2806         |
| 2    | Griechenland | 3 : 2            | 0,9556         |
| 3    | UdSSR        | 4 : 1            | 1,2417         |
| 4    | Italien      | 2 : 3            | 0,9907         |
| 5    | Spanien      | 3 : 2            | 1,0000         |
| 6    | Frankreich   | 2 : 3            | 1,0153         |
| 7    | Bulgarien    | 1 : 4            | 0,8036         |
| 8    | Niederlande  | 0 : 5            | 0,8101         |

## Ehrungen
Zum besten Spieler des Turniers (MVP) wurde der Jugoslawe Dražen Petrović gewählt.